# Lyubov Brejneva
Lyubov Yakovlevna Brezhneva (em russo:  Любовь Яковлевна Брежнева) era sobrinha do líder soviético Leonid Brejnev (uma filha ilegítima, mas reconhecida do irmão de Leonid, Yakov Brejnev). Ela foi perseguida pela KGB por muitas razões inclusive ser um pouco liberal em sua filosofia política e por ser apaixonada por um soldado da Alemanha Oriental.
Lyubov escreveu um livro sobre sua experiência chamado The World I Left Behind (em russo:  Племяница Генсека), onde descreve a hipocrisia do sistema soviético a partir do ponto de vista de um membro da elite privilegiada. No entanto, também afirma que eles igualmente eram prisioneiros do sistema.
Pediu para seu pai para protegê-la da KGB, mas ele não pôde fazer nada e, eventualmente, a KGB a espancou de forma tão severa que causou um aborto.
Descreveu um sistema dualista com estabelecimentos comerciais e outros produtos que estavam disponíveis para os membros da elite soviética, em contraste com as lojas estéreis disponíveis para os cidadãos comuns. 
Mais tarde, fugiu para um Estado satélite soviético e de lá para os Estados Unidos, onde vive até hoje.